# Гринин, Владимир Михайлович
Влади́мир Миха́йлович Гри́нин (род. 15 ноября 1947, Москва, СССР) — советский и российский дипломат. Чрезвычайный и полномочный посол (1999). Заслуженный работник дипломатической службы Российской Федерации (2017).

## Биография
Владимир Михайлович Гринин родился 15 ноября 1947 года в Москве. Окончил Московский государственный институт международных отношений МИД СССР (1971), и Дипломатическую академию МИД СССР (1982).
На дипломатической службе с 1971 года. С 1973 по 1980 год работал в посольстве СССР в ФРГ. С 1982 по 1986 год участвовал в советско-американских переговорах по разоружению и контролю над вооружениями в Женеве. С 1986 по 1990 год работал в посольстве СССР в ГДР. С 1990 по 1992 год работал в посольстве СССР в ФРГ.
С 1994 по 1996 год — директор Четвёртого европейского департамента МИД России и член Коллегии МИД России.
С 30 августа 1996 по 28 апреля 2000 года — чрезвычайный и полномочный посол Российской Федерации в Австрийской Республике.

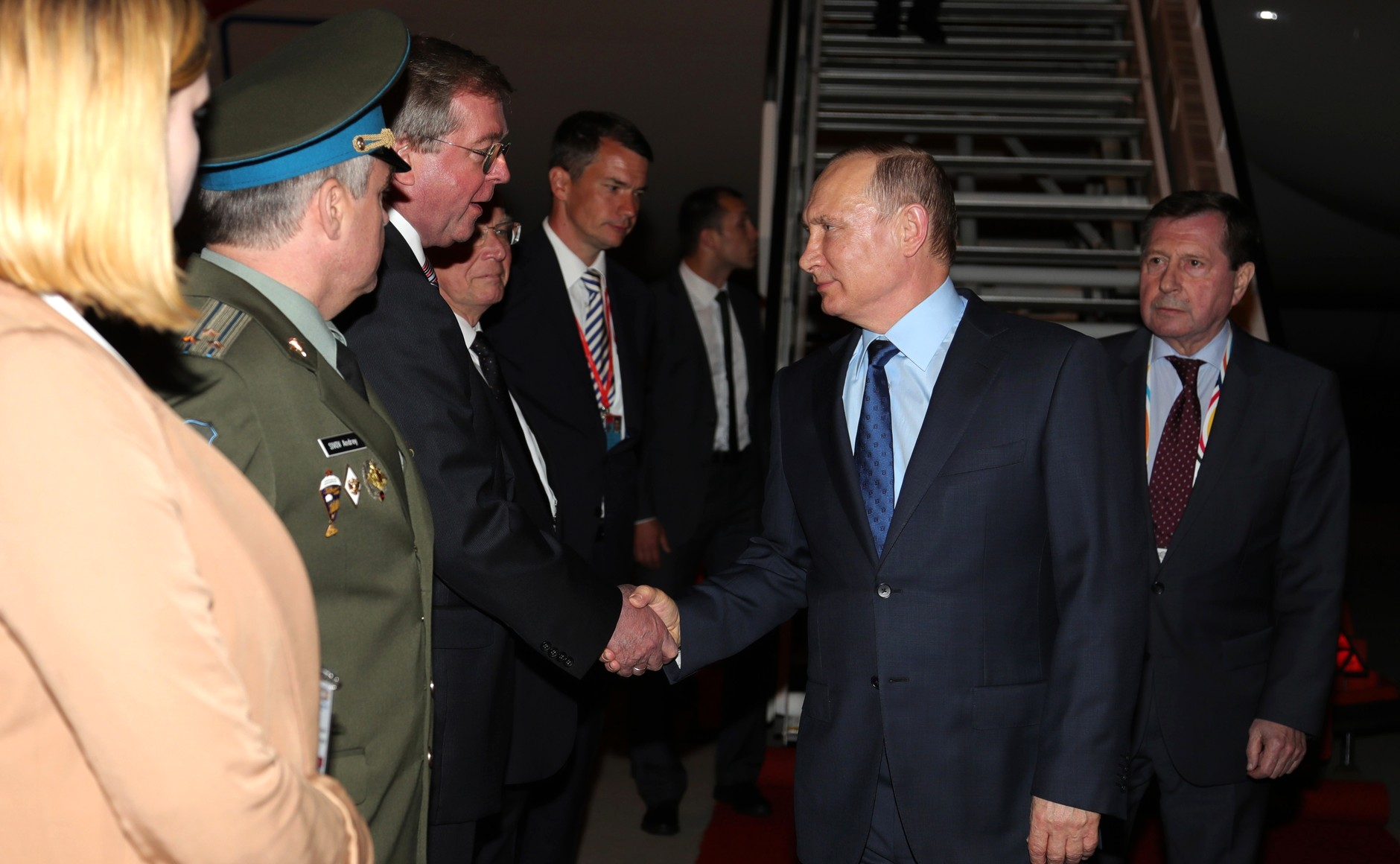
Владимир Гринин (справа) во время встречи Президента России Владимира Путина. Гамбург, 7 июля 2017 года

С апреля по июнь 2000 года — исполняющий обязанности директора Генерального секретариата (Департамента), генерального секретаря МИД России. С июля 2000 по 21 апреля 2003 года — директор Генерального секретариата (Департамента), генеральный секретарь МИД России, член Коллегии МИД России.
С 21 апреля 2003 по 21 апреля 2006 года — чрезвычайный и полномочный посол Российской Федерации в Финляндской Республике.
С 21 апреля 2006 по 21 июня 2010 года — чрезвычайный и полномочный посол Российской Федерации в Республике Польша.
С 21 июня 2010 по 10 января 2018 года — чрезвычайный и полномочный посол Российской Федерации в ФРГ.
Уволен в связи с достижением предельного возраста пребывания на государственной службе.
С 11 февраля 2020 года — президент Международной общественной организации «Общество Россия-Германия».
Владеет английским, немецким и французским языками. Женат, имеет дочь.

## Награды
- Орден Почёта (30 июня 2012) — за большой вклад в реализацию внешнеполитического курса Российской Федерации и многолетнюю добросовестную работу[9]
- Орден Дружбы (20 августа 2007) — за большой вклад в реализацию внешнеполитического курса России в Европе[10]
- Медаль ордена «За заслуги перед Отечеством» II степени (14 ноября 2002) — за активное участие в реализации внешнеполитического курса Российской Федерации и многолетнюю добросовестную работу[11]
- Заслуженный работник дипломатической службы Российской Федерации (27 июня 2017) — за большой вклад в реализацию внешнеполитического курса Российской Федерации и многолетнюю добросовестную работу[12]
- Благодарность президента Российской Федерации (12 ноября 2008) — за заслуги в деле увековечивания памяти погибших при защите Отечества и активную работу по сохранению монументов, памятников и воинских захоронений[13]
- Медаль «За заслуги в увековечении памяти погибших защитников Отечества» (Минобороны России, 2008 год) — за большой личный вклад в увековечение памяти погибших защитников Отечества, установление имен погибших и судеб пропавших без вести военнослужащих, проявленные при этом высокие моральные и деловые качества, усердие и разумную инициативу, оказание содействия в решении задач по увековечению памяти погибших защитников Отечества[14]
- Командорский крест Ордена «За заслуги перед Федеративной Республикой Германия» (1 июня 2018) — за вклад в развитие российско-германских отношений[15]

## Книги и публикации
- Гринин В. М. «Двуединство судьбы. Как России и Германии распорядиться будущим во благо себе и миру». — М.: Вест-Консалтинг, 2019. — 224 с. — ISBN 978-5-91865-555-9

## Дипломатический ранг
- Чрезвычайный и полномочный посланник 2 класса (20 июня 1994)[16]
- Чрезвычайный и полномочный посланник 1 класса (30 августа 1996)[17]
- Чрезвычайный и полномочный посол (25 января 1999)[18]